# Prekurzorna iRNK
Prekurzorna iRNK (pre-iRNK) je nezrela jednolančana informaciona RNK (iRNK). Pre-iRNK se sintetiše prema DNK šablonu smislenog polulanca u jedru, u procesu transkripcije. Pre-iRNK čini većinu heterogene jedarne RNK (hjRNK). Termin hnRNA se često koristi kao sinonim za pre-iRNA, iako u užem smislu hnRNK može uključivati jedarski RNK transkript koji ne završava kao citoplazmatska iRNK.
Pre-iRNK u potpunosti postaje zrelom iRNK, tek nakon posttranskripcione modifikacije, kada se naziva „zrela RNK”, „zrela iRNK” ili jednostavno „iRNK”.

## Obrada
Eukariotska pre-iRNK postoji samo kratko, pre nego što se u potpunosti preradi u iRNA. Pre-iRNK uključuje dve različite vrste segmenata, eksone i introne. Eksoni su segmenti koji se zadržavaju u finalnoj (zreloj) iRNK, dok se introni uklanjaju u procesu koji se zove prerada RNK, a obavlja se putem splajsozoma (osim prerade sopstvenih introna).
Dodatna prerada se odvija pri izmenama 5' i 3' krajeva eukariotskih pre-iRNA. To uključuje 5' kapa 7-metilguanozin i poli-A rep. Osim toga, eukariotske pre-iRNK imaju introne spojene splajsozomima, koji se sastoje od malih jedarnih ribonukleoproteina. Kada je prethodni lanac iRNK pravilno obrađen u sekvencu iRNK, ona izlazi iz jedra i na kraju se prevodi u protein procesom koji se odvija u kombinaciji sa ribozomom.